# Evansdale
Evansdale és una població dels Estats Units a l'estat d'Iowa. Segons el cens del 2000 tenia 4.526 habitants.

## Demografia
Segons el cens del 2000, Evansdale tenia 4.526 habitants, 1.822 habitatges, i 1.260 famílies. La densitat de població era de 415,1 habitants/km².
Dels 1.822 habitatges en un 32,6% hi vivien nens de menys de 18 anys, en un 52,1% hi vivien parelles casades, en un 12,9% dones solteres, i en un 30,8% no eren unitats familiars. En el 26% dels habitatges hi vivien persones soles el 12% de les quals corresponia a persones de 65 anys o més que vivien soles. El nombre mitjà de persones vivint en cada habitatge era de 2,48 i el nombre mitjà de persones que vivien en cada família era de 2,95.
Per edats la població es repartia de la següent manera: un 25,5% tenia menys de 18 anys, un 10,2% entre 18 i 24, un 26,7% entre 25 i 44, un 24,4% de 45 a 60 i un 13,2% 65 anys o més.
L'edat mediana era de 36 anys. Per cada 100 dones de 18 o més anys hi havia 91 homes.
La renda mediana per habitatge era de 31.160 $ i la renda mediana per família de 37.418 $. Els homes tenien una renda mediana de 29.847 $ mentre que les dones 20.434 $. La renda per capita de la població era de 15.363 $. Entorn del 10,2% de les famílies i el 12% de la població estaven per davall del llindar de pobresa.

## Poblacions més properes
El següent diagrama mostra les poblacions més properes.